# Roger Deakins

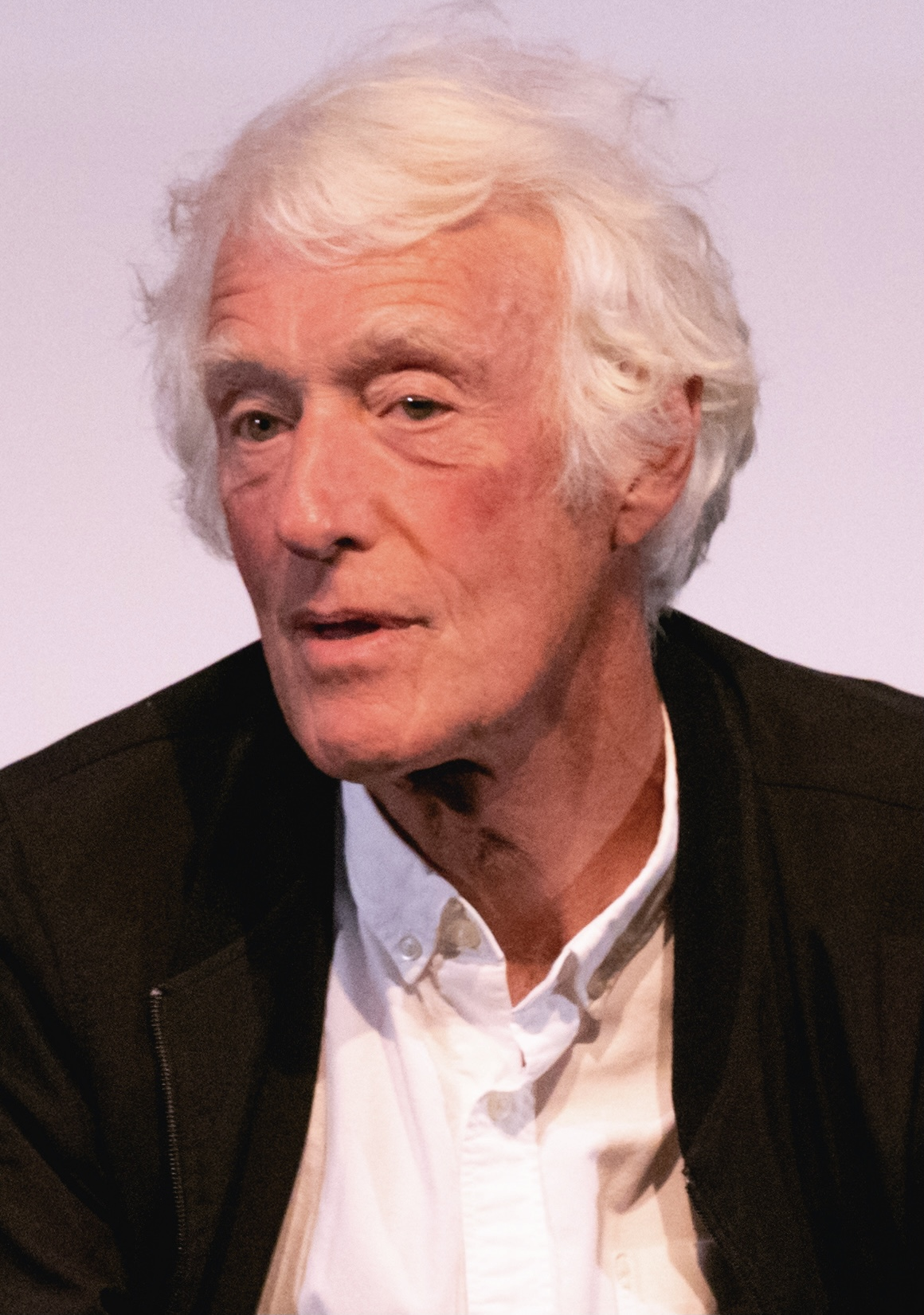
Roger Deakins (2021)

Sir Roger A. Deakins CBE (* 24. Mai 1949 in Torquay, England) ist ein vielfach ausgezeichneter britischer Kameramann.

## Leben
Roger Deakins studierte Grafikdesign. Er entdeckte seine Liebe zur Fotografie und studierte an der National Film and Television School in London. Anschließend verbrachte er Jahre damit, Dokumentationen zu drehen, und arbeitete weltweit für verschiedene Fernsehproduktionen.
Seit 1988 ist er vor allem in den USA als Kameramann tätig, häufig arbeitet er mit den Coen-Brüdern zusammen.
Roger Deakins wurde bislang 15 Mal für den Oscar nominiert (Stand: Januar 2020). Er gehört neben Leon Shamroy, Charles Lang und Robert Surtees zu den Kameramännern mit den meisten Nominierungen. 2018 gewann er seinen ersten Oscar für Blade Runner 2049 und 2020 seinen zweiten für 1917.
Im Juni 2013 wurde er von Königin Elisabeth II. mit dem CBE ausgezeichnet.
Seit 1991 ist er mit der Script Supervisorin James Ellis Deakins verheiratet.

## Filmografie
- 1975: Mothers Own (Kurzfilm, Dokumentarfilm)
- 1980: Blue Suede Shoes (Dokumentarfilm)
- 1984: 1984 (Nineteen Eighty-Four)
- 1986: Sid und Nancy (Sid and Nancy)
- 1987: Personal Service
- 1988: Stormy Monday
- 1990: Air America
- 1990: Der lange Weg (The Long Walk Home)
- 1990: Land der schwarzen Sonne (Mountains of the Moon)
- 1991: Barton Fink
- 1992: Halbblut (Thunderheart)
- 1993: Der geheime Garten (The Secret Garden)
- 1994: Hudsucker – Der große Sprung (The Hudsucker Proxy)
- 1994: Die Verurteilten (The Shawshank Redemption)
- 1995: Dead Man Walking – Sein letzter Gang (Dead Man Walking)
- 1996: Fargo
- 1997: Kundun
- 1998: The Big Lebowski
- 1998: Ausnahmezustand (The Siege)
- 1999: Hurricane (The Hurricane)
- 1999: Überall, nur nicht hier (Anywhere But Here)
- 2000: O Brother, Where Art Thou? – Eine Mississippi-Odyssee (O Brother, Where Art Thou?)
- 2000: Thirteen Days
- 2001: The Man Who Wasn’t There
- 2001: A Beautiful Mind – Genie und Wahnsinn (A Beautiful Mind)
- 2003: Levity
- 2003: Ein (un)möglicher Härtefall (Intolerable Cruelty)
- 2003: Haus aus Sand und Nebel (House of Sand and Fog)
- 2004: Ladykillers
- 2004: The Village – Das Dorf (The Village)
- 2005: Jarhead – Willkommen im Dreck (Jarhead)
- 2007: No Country for Old Men
- 2007: Im Tal von Elah (In the Valley of Elah)
- 2007: Die Ermordung des Jesse James durch den Feigling Robert Ford (The Assassination of Jesse James by the Coward Robert Ford)
- 2008: Glaubensfrage (Doubt)
- 2008: Der Vorleser (The Reader)
- 2008: Zeiten des Aufruhrs (Revolutionary Road)
- 2009: A Serious Man
- 2010: Company Men
- 2010: True Grit
- 2011: In Time – Deine Zeit läuft ab (In Time)
- 2012: James Bond 007: Skyfall (Skyfall)
- 2013: Prisoners
- 2014: Unbroken
- 2015: Sicario
- 2016: Hail, Caesar!
- 2017: Blade Runner 2049
- 2019: Der Distelfink (The Goldfinch)
- 2019: 1917
- 2022: Empire of Light

## Auszeichnungen (Auswahl)
- Oscar
  - 1995: Nominierung für Die Verurteilten
  - 1997: Nominierung für Fargo
  - 1998: Nominierung für Kundun
  - 2001: Nominierung für O Brother, Where Art Thou? – Eine Mississippi-Odyssee
  - 2002: Nominierung für The Man Who Wasn’t There
  - 2008: Nominierung für Die Ermordung des Jesse James durch den Feigling Robert Ford
  - 2008: Nominierung für No Country for Old Men
  - 2009: Nominierung für Der Vorleser
  - 2011: Nominierung für True Grit
  - 2013: Nominierung für James Bond 007: Skyfall
  - 2014: Nominierung für Prisoners
  - 2015: Nominierung für Unbroken
  - 2016: Nominierung für Sicario
  - 2018: Auszeichnung für Blade Runner 2049
  - 2020: Auszeichnung für 1917
  - 2023: Nominierung für Empire of Light
- American Society of Cinematographers Award
  - 1995: Die Verurteilten
  - 2002: The Man Who Wasn’t There
  - 2011: Lifetime Achievement Award der American Society of Cinematographers
  - 2013: James Bond 007 – Skyfall
  - 2018: Blade Runner 2049
  - 2019: 1917
- BAFTA Award
  - 1997: Nominierung für Fargo
  - 2001: Nominierung für O Brother, Where Art Thou? – Eine Mississippi-Odyssee
  - 2002: Auszeichnung für The Man Who Wasn’t There
  - 2008: Auszeichnung für No Country for Old Men
  - 2011: Nominierung für True Grit
  - 2013: Nominierung für James Bond 007 – Skyfall
  - 2016: Nominierung für Sicario
  - 2018: Auszeichnung für Blade Runner 2049
  - 2020: Auszeichnung für 1917
  - 2023: Nominierung für Empire of Light
- British Society of Cinematographers Award
  - 1994: Nominierung für Hudsucker – Der große Sprung
  - 2001: Auszeichnung für O Brother, Where Art Thou? – Eine Mississippi-Odyssee
  - 2007: Auszeichnung für Die Ermordung des Jesse James durch den Feigling Robert Ford
  - 2008: Auszeichnung für No Country for Old Men
  - 2009: Nominierung für Der Vorleser
  - 2010: Auszeichnung für True Grit
  - 2013: Nominierung für James Bond 007 – Skyfall
  - 2015: Nominierung für Sicario
  - 2017: Auszeichnung für Blade Runner 2049
  - 2019: Auszeichnung für 1917
- Critics’ Choice Movie Award
  - 2011: Nominierung für True Grit
  - 2013: Nominierung für James Bond 007 – Skyfall
  - 2014: Nominierung für Prisoners
  - 2015: Nominierung für Unbroken
  - Jan. 2016: Nominierung für Sicario
  - 2018: Auszeichnung für Blade Runner 2049
  - 2020: Auszeichnung für 1917
  - 2023: Auszeichnung für Empire of Light
- Independent Spirit Award
  - 1992: Nominierung für Homicide
  - 1997: Auszeichnung für Fargo
  - 2010: Auszeichnung für A Serious Man
- National Board of Review Award
  - 2007: Auszeichnung für sein Lebenswerk
  - 2019: Auszeichnung für 1917
- Los Angeles Film Critics Association Award
  - 1991: Auszeichnung für Barton Fink und Homicide
  - 2001: Auszeichnung für The Man Who Wasn’t There
  - 2010: Nominierung für True Grit
  - 2012: Auszeichnung für James Bond 007 – Skyfall
  - 2017: Nominierung für Blade Runner 2049
  - 2019: Nominierung für 1917
- Online Film Critics Society Award
  - 2000: Nominierung für O Brother, Where Art Thou? – Eine Mississippi-Odyssee
  - 2001: Auszeichnung für The Man Who Wasn’t There
  - 2007: Nominierung für Die Ermordung des Jesse James durch den Feigling Robert Ford
  - 2007: Auszeichnung für No Country for Old Men
  - 2010: Nominierung für A Serious Man
  - 2011: Auszeichnung für True Grit
  - 2013: Auszeichnung für James Bond 007 – Skyfall
  - 2015: Nominierung für Sicario
  - 2017: Auszeichnung für Blade Runner 2049
  - 2020: Auszeichnung für 1917
- Boston Online Film Critics Association Award
  - 2012: Auszeichnung für James Bond 007 – Skyfall
  - 2017: Auszeichnung für Blade Runner 2049
- Chicago Film Critics Association Award
  - 1991: Auszeichnung für Barton Fink
  - 1996: Nominierung für Fargo
  - 1997: Nominierung für Kundun
  - 2000: Nominierung für O Brother, Where Art Thou? – Eine Mississippi-Odyssee
  - 2001: Nominierung für The Man Who Wasn’t There
  - 2007: Auszeichnung für Die Ermordung des Jesse James durch den Feigling Robert Ford
  - 2007: Nominierung für No Country for Old Men
  - 2010: Nominierung für True Grit
  - 2012: Nominierung für James Bond 007: Skyfall
  - 2013: Nominierung für Prisoners
  - 2018: Auszeichnung für Blade Runner 2049
  - 2020: Auszeichnung für 1917
- Austin Film Critics Association Award
  - 2015: Nominierung für Sicario
  - 2017: Auszeichnung für Blade Runner 2049
  - 2020: Auszeichnung für 1917